# آپولو اونو
آپولو اونو (انگلیسی: Apolo Ohno؛ زادهٔ ۲۲ مهٔ ۱۹۸۲) اسکیت‌باز سرعت اهل ایالات متحده آمریکا است.